# Агзамов, Георгий Таджиевич
Георгий Таджиевич Агзамов (6 сентября 1954, Алмалык, Ташкентская область — 27 августа 1986, близ Севастополя) — советский шахматист, международный гроссмейстер (1984) и первый гроссмейстер Средней Азии.

## Биография
Родился в семье узбекского врача-хирурга Таджихона Агзамова. В 11 лет стал чемпионом родного города Алмалык среди взрослых.
В 19 лет стал мастером. Вскоре этого звания достигли два старших брата, Вячеслав и Валерий. После окончания института, где Агзамов изучал английский язык и литературу, он уделял больше времени практической игре.
Двукратный чемпион Узбекской ССР — 1976 (совместно с В. Логиновым) и 1981.
В Спартакиаде народов СССР (1981) он, возглавляя команду Узбекистана, играл с тремя экс-чемпионами мира — М. Талем, Т. Петросяном, Б. Спасским, гроссмейстерами Полугаевским и Таймановым.
Участник 3-х чемпионатов СССР. После выступления на чемпионате 1981 года, где Агзамов разделил 6-7 места с гроссмейстером Белявским, последовал ряд побед на международных турнирах. За два года выиграл 6 крупных международных турниров, в том числе в Белграде (1982), Вршаце (1983), Сочи (1984). В них он пять раз выполнил гроссмейстерскую норму. Это высшее звание было ему присвоено на конгрессе ФИДЕ в Салониках (1984).
Участник зонального турнира 1982 года. В составе сборной СССР победитель 2-й Телешахолимпиады (1981/1982).
27 августа 1986, гуляя в сумерках в окрестностях Севастополя, оступился, упал в ущелье и погиб в возрасте 31 года.
Шахматная федерация Узбекистана проводит турниры, посвящённые памяти Георгия Агзамова.

## Изменения рейтинга
| Графики недоступны из-за технических проблем. См. информацию на Фабрикаторе и на mediawiki.org. |